# 福満寺 (長野県麻績村)
福満寺（ふくまんじ）は、長野県東筑摩郡麻績村にある天台宗の寺院。山号は布光山。本尊は薬師如来。

## 歴史
役小角行者によって開山された伝承を持ち、849年（嘉祥2年）円仁（慈覚大師）によって寺が創建されたと伝えられている。天永3年（1112年）真海法印によって中興されたが、中世以後は衰微した。

## 文化財
重要文化財
- 木造薬師如来及び両脇侍像
- 木造毘沙門天・不動明王立像